# Heeresflugplatz
Heeresflugplatz ist die Bezeichnung für einen Militärflugplatz der deutschen Heeresflieger. Der Name der nächstgelegenen Stadt wird der Bezeichnung dabei nachgestellt. Beispielsweise heißt der Militärflugplatz bei Rheine Heeresflugplatz Rheine-Bentlage.

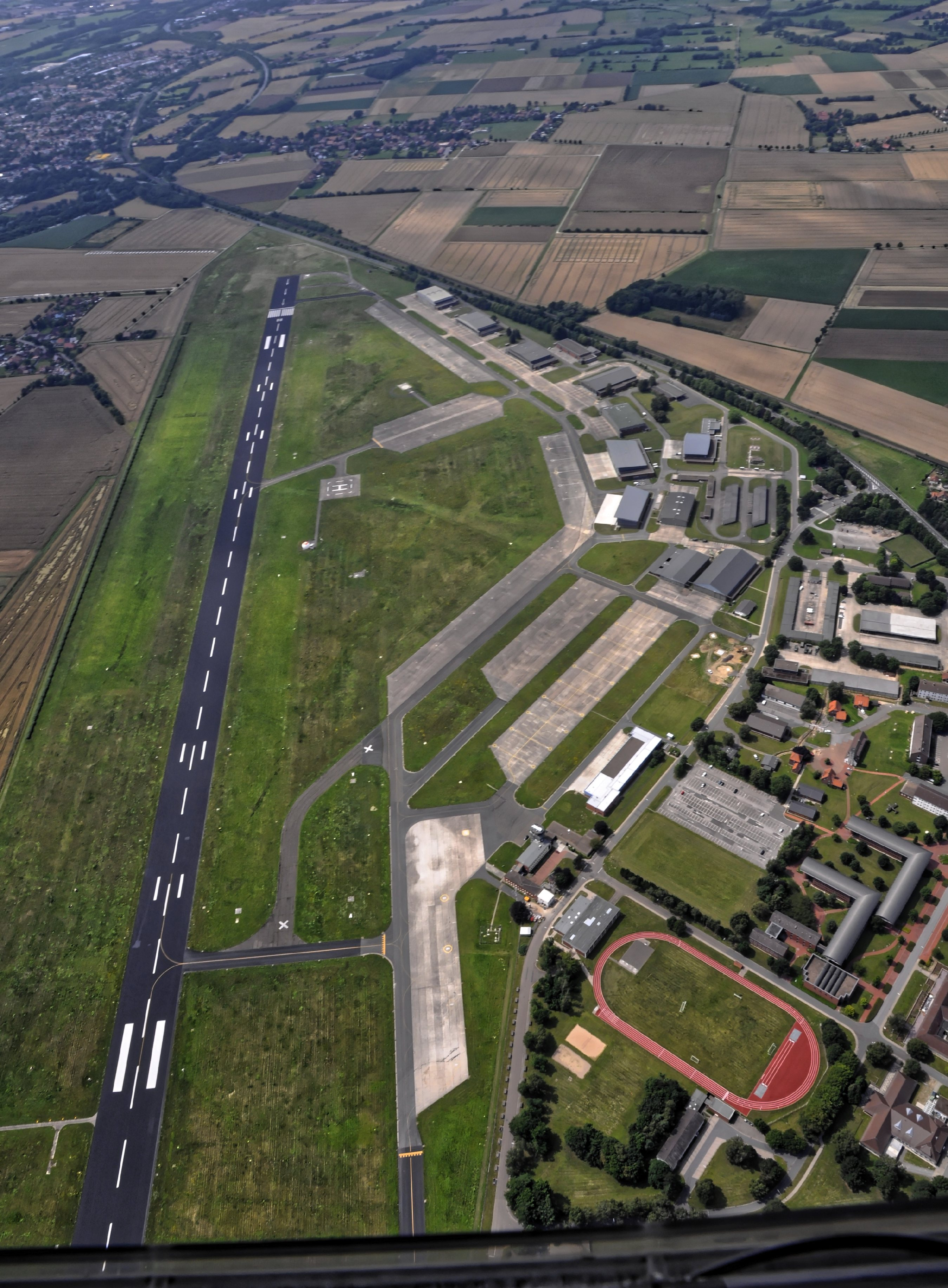
Der Heeresflugplatz in Bückeburg

Alle Heeresflugplätze haben einen vierstelligen ICAO-Code, der mit ETH beginnt. Der letzte Buchstabe stellt – soweit möglich – einen Bezug zur zugeordneten Stadt dar. Ist der Anfangsbuchstabe der Stadt bereits anderweitig vergeben, wird ein anderer, freier Buchstabe aus dem Ortsnamen gewählt. Beispielsweise Heeresflugplatz Fritzlar: ETHF, Heeresflugplatz Faßberg: ETHS.
Heeresflugplätze sind entsprechend ihrer hauptsächlichen Nutzung durch Hubschrauberverbände der Bundeswehr ausgestattet und unterscheiden sich darin von Fliegerhorsten der Luftwaffe. Die um die meisten Plätze dieser Art errichteten Kontrollzonen haben reduzierte Sichtminima von 3000 Meter Flugsicht und 700 Fuß Hauptwolkenuntergrenze (regulär: 5000 Meter und 1500 Fuß). Da Hubschrauber allgemein langsamer und tiefer fliegen als Kampf- und Transportflugzeuge, soll so Fliegen bei schlechterem Wetter vereinfacht werden.
Meistens steht nur ein ungerichtetes Funkfeuer sowie eine visuelle Anflughilfe (VASIS oder PAPI) sowie das flugplatzeigene Präzisionsanflugradar für Instrumentenanflüge (IFR) zur Verfügung. Manche Heeresflugplätze sind gar nicht IFR-anflugfähig (Heeresflugplatz Altenstadt und Heeresflugplatz Roth). In den wenigen Fällen, wo weitere Anflughilfen zur Verfügung stehen, sind diese zu Schulungszwecken (ILS am Heeresflugplatz Bückeburg), operationell bedingt (TACAN am Heeresflugplatz Rheine-Bentlage) oder von einem zivilen Mitnutzer für eigene Zwecke und auf eigene Kosten installiert (ILS am Heeresflugplatz Niederstetten durch die Firma Würth).
Neben der fliegerischen Komponente sind auf einem Heeresflugplätze meist auch weitere, nicht-fliegerische Einheiten stationiert, die die militärische Infrastruktur nutzen, jedoch nicht auf einen Flugplatz angewiesen sind (beispielsweise Luftbewegliche Brigade 1 auf dem Heeresflugplatz Fritzlar). Anders als bei (den meisten) Fliegerhorsten der Luftwaffe besteht auch keine räumliche Trennung zwischen dem Flugplatz und dem Unterkunfts- und Verwaltungsbereich.
Heeresflugplätze tragen (bis auf den Heeresflugplatz Faßberg, der sich in der Hauptnutzung durch die Technische Schule der Luftwaffe 3 befindet und von dieser als Fliegerhorst bezeichnet wird) jeweils zusätzliche Kasernennamen. Manchmal sind die Flugplätze im Sprachgebrauch der Truppe und der Öffentlichkeit unter ihrem Kasernennamen bekannter als unter der Bezeichnung als Heeresflugplatz in Verbindung mit dem Ortsnamen. Insgesamt ist die Bezeichnung und Ausschilderung in Deutschland – für die Bundeswehr ungewöhnlich – sehr uneinheitlich. So wird der Heeresflugplatz Celle im Straßenverkehr als „Fliegerhorst Immelmann-Kaserne“ ausgeschildert.
Die Bundeswehr betreibt zurzeit folgende, aktive Heeresflugplätze:
| Flugplatz                     | zugehörige Kaserne         |
| ----------------------------- | -------------------------- |
| Heeresflugplatz Altenstadt    | Franz-Josef-Strauß-Kaserne |
| Heeresflugplatz Bückeburg     | Schäferkaserne             |
| Heeresflugplatz Celle         | Immelmann-Kaserne          |
| Heeresflugplatz Faßberg       |                            |
| Heeresflugplatz Fritzlar      | Georg-Friedrich-Kaserne    |
| Heeresflugplatz Niederstetten | Hermann-Köhl-Kaserne       |
Der Heeresflugplatz Roth und der Heeresflugplatz Rheine-Bentlage wurden 2014 bzw. 2017 geschlossen. Der Flugplatz Laupheim wird inzwischen von der Luftwaffe betrieben.